# سارة كيرش
سارة كيرش (بالألمانية: Sarah Kirsch). هي كاتبة ألمانية. ولدت عام 1935 في هارتس، وتوفيت بعد إصابتها بمرض خطير في 2013. غيرت اسمها من أنجريد لسارة، ودرست الأحياء في مدينة هاله، وفي عام 1963 تحولت إلى دراسة الأدب في لايبزغ. وفي عام 1965 تزوجت الكاتب راينار كيرش. ومنذ عام 1967 أصبحت كاتبة حرة في برلين الشرقية. حصلت على العديد من الجوائز ولكنها وعلى الرغم من ذلك أُبعدت عن الحزب الاشتراكي الحاكم، وذلك عندما شاركت عام 1976 في الاعتراض على سحب الجنسية من المؤلف الغنائي بيرمان. وفي عام 1977 هاجرت إلى برلين الغربية. ومنذ 1983 أقامت في شلزفيج هولشتان. وتعد سارة كيرش أهم شاعرة في الأدب الأماني المعاصر.

## أعمالها
- إقامة في الريف «Landaufenthalt» (قصائد 1967).
- امرأة الفهد. خمس قصص غير مطبوعة منقولة عن جهاز التسجيل (1973) «Die Pantherfrau. Fünf unfrisierte Erzählungen aus dem Kassetten Recorder»
- تعاويذ سحرية «Zaubersprüche» (قصائد 1973).
- لاباجري «La Pagerie» (شعر نثري 1980).
- نجم خادع «Irrstern» (شعر نثري 1986).
- ألوان من الفظاظة. تأريخ (1988) «Allerlei-Rauh»
- ابنة ملك الجن «Erlkönigs Tochter» (قصائد 1992).
- أنا كروزو «Ich Crusoe» (قصائد مع ستة رسوم مائية للمؤلفة 1995).

## روابط خارجية
- سارة كيرش على موقع مونزينجر (الألمانية)
- سارة كيرش على موقع ميوزك برينز (الإنجليزية)
- سارة كيرش على موقع ديسكوغز (الإنجليزية)